# Ronnie Ruysdael
Ronnie Ruysdael, artiestennaam van Jan Rabbers (Dalen, 1963) is een Nederlands zanger en acteur. Hij staat bekend om zijn bakkebaarden, gouden tanden en glitterkostuums en zijn interactieve manier van optreden. Zijn bijnaam is 'De Koning van de Polonaise'.
Van 1991 tot en met 2009 was Ruysdael frontman van feestband De Sjonnies. Samen met de broers Geert (Friso) en Guus Peeters (Konstantijn) scoorde Ruysdael vooral in de periode van 1990 tot 2010 een reeks hits, waaronder Dans je de hele nacht met mij, Blauw van de sangria, Zwemmen zonder slip en Annemarie. Na die periode ging hij verder als solozanger. Noteringen in de hitlijsten bleven echter uit.

## De Sjonnies (1991-2009)
In 1991 begonnen Rabbers en de gebroeders Peeters aan feestband De Sjonnies. Hij nam toen de artiestennaam Ronnie Ruysdael aan die in de band de fictieve vader was van zoons Konstantijn (Geert) en Friso (Guus). De band is vernoemd naar Johnny Jordaan.
In de zomer van 1995 breken De Sjonnies landelijk door met het van Karin Kent gecoverde nummer 'Dans je de hele nacht met mij', dat een vijfde plek in de Nederlandse hitparades bereikt. In de jaren die volgen blijven De Sjonnies aan de weg timmeren met nummers als Blauw van de sangria, Zwemmen zonder slip (een bewerking van "Runaround Sue") en Annemarie. 
Binnen de band tekende Ruysdael voor nagenoeg alle ontwerpen van de CD-/DVD-hoezen en decors en schreef hij diverse liedteksten mee. 
Na goed overleg werd in 2009 duidelijk dat iedereen per 1 januari 2010 zijns weegs zou gaan.

## Solocarrière (2009-heden)
Vanaf 2009 ging Ronnie Ruysdael solo verder. Veel van de solo-singles die hij uitbracht behaalden een notering in de Nederlandse Single Top 100. Zijn eerste solo-album presenteerde hij op 1 januari 2011 tijdens de Unox-Nieuwjaarsduik in Scheveningen, waar hij ook een optreden verzorgde.
In 2012 werd Ruysdael voor het eerst meerdere keren gevraagd in het buitenland op te treden. Onder de naam 'Ronnie in de Zonnie-toer' reisde hij naar Gran Canaria, Portugal, Spanje en Italië om daar voor de Nederlandse toeristen op te treden. Later kwam daar ook nog Turkije bij. Eind 2012 nam hij samen met Zanger Rinus en diens vriendin Debora een eigen bewerking op van het kinderlied Eet veel bananen, met bijhorende videoclip. Het nummer was vanaf het begin, met name onder de jeugd, een succes. Een paar jaar later was de bijbehorende videoclip dan ook ruim acht miljoen keer bekeken en zat het nummer steevast in de set van ieder optreden van Ruysdael.

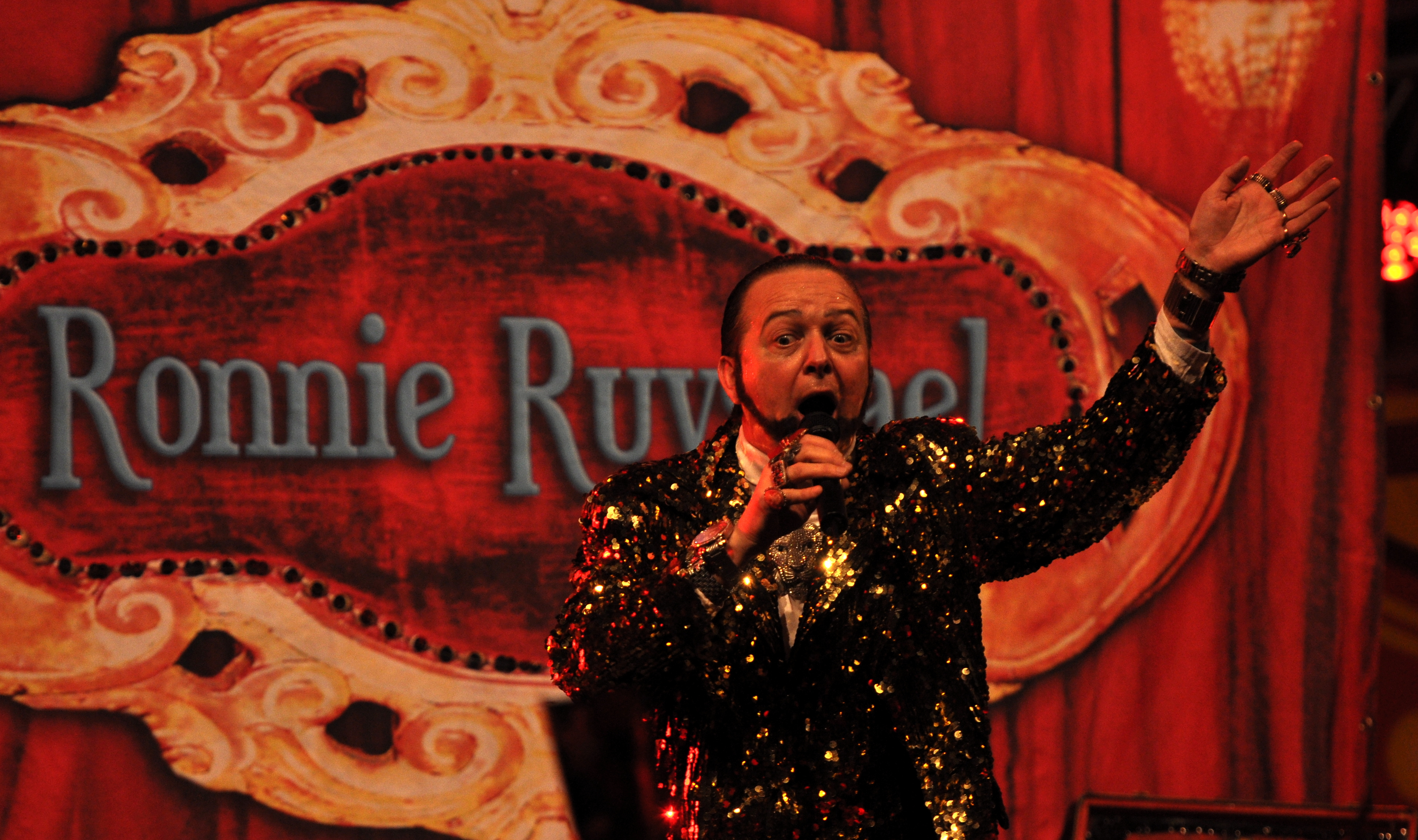
Ruysdael tijden Paaspop 2013

In 2013 ontving Ruysdael zowel de weekblad Party/Storm Award voor de categorie 'Beste Feestact' als de Geels Populariteits Award voor de categorie 'Beste Feestartiest'. Aan het eind van dat jaar kwam daar nog de Party Award bij. Daar ontving hij de vakjuryprijs voor de categorie 'Populairste Party Artiest'. Eind 2013 presenteerde Ruysdael zijn tweede solo-album 'Briljant'.
Begin 2014 nam Ruysdael met de Drentse rockformatie Mooi Wark een single op, getiteld Alewiejo. Later datzelfde jaar probeerde hij de negatieve beeldvorming rondom 'zuipketen' te nuanceren door er een feestnummer tegenover te zetten, getiteld Onze Keet. Dat nummer stond wekenlang in de Nederlandstalige top 30. Door de PartyStorm Awards werd hij uitgeroepen tot 'leukste bühne act’.
2015 was een jubileumjaar voor Ruysdael. Hij vierde toen het feit dat hij 25 jaar eerder voor het eerst op het podium stond. Het jaar opende met de single De Koning van de Polonaise, het eerste nummer waarvan Ruysdael zowel tekst als muziek zelf schreef. In mei van dat jaar werd hij door Marianne Weber uitgenodigd om het liedje Witte rozen te zingen tijdens haar show rondom Zangeres zonder Naam in het Circustheater in Scheveningen. Dit was namelijk het eerste liedje wat Ruysdael tijdens een straatfeest zong toen hij 25 jaar geleden begon. Dat jaar werd tevens de eerste Ronnie Ruysdael Kindershow in Ameland gehouden. In november 2015 ontving hij een Oeuvre Award tijdens de uitreiking van de landelijke Party Awards. Zijn jubileumjaar sloot hij af met een avondvullende show in Zwolle.
In april 2016 presenteerde Ruysdael een ode aan zijn woonplaats Nijmegen. Hij bezong daarin vooral het gevoel van de Nijmegenaar die via de Waalbrug zijn stad binnenrijdt. In mei van datzelfde jaar kwam de single 'Fawaka' uit, een duet met de Surinaams-Nederlandse rapper Def Rhymz. Samen met Def trad hij op tijdens de Nijmeegse Zomerfeesten. In de zomer van 2016 was Ruysdaels stem op tv te horen tijdens de reclamespot van e-bikefabrikant 'Stella'. De laatste periode van 2016 stond vooral in het teken van het filmpje dat Ruysdael met zijn manager Mathijs en hun artiestenstal opnam. Het nummer 'Feliz Navidad' werd hernoemd naar 'Hallo lieve schat'.
Het jaar 2017 werd geopend met een carnavalsnummer, getiteld 'Friet met mayonaise', in de zomer gevolgd door een cover van het nummer 'Über den Wolken' van Reinhard Mey, met als titel 'Zo is het leven'. Het jaar werd afgesloten met een Oud- en Nieuwnummer, getiteld 'Drink'r nog eentje mee'. Naast de reguliere optredens stond Ruysdael in 2017 geprogrammeerd bij alle Mega Piraten Festijnen in het land, en bij 'Stoppelhaene' in Raalte en de 'Nijmeegse Vierdaagsefeesten', waar hij al 20 jaar een vast gezicht is.
In het voorjaar van 2018 probeerde Ruysdael de negativiteit rondom het gebruik van mobiele telefoons terug te dringen door een nieuwe toepassing te verzinnen voor de smartphone, namelijk zwaaien. In de feesttent zong hij 'Handen hoog en zwaai met je mobiel'. Dat jaar was hij naast burgemeester Bruls, Dries van Agt en Pieter Derks een van de twaalf Nijmeegse Meesters die de openingsexpositie vulden van De Bastei, een natuur- en cultuurhistorisch museum aan de Nijmeegse Waalkade. Daarnaast was Ruysdael een van de vijfentwintig prominente Nijmegenaren die werd geschilderd/getekend op de Nijmeegse Nachtwacht.
2019 begon met een smartlap van eigen hand, getiteld 'Naar de donder': een lied over vader en zoon. Qua optredens begon het jaar met Das Coen und Sander Fest in een uitverkochte Jaarbeurs in Utrecht. Verder bezocht Ruysdael ook dat jaar weer diverse festivals, zoals Paaspop in Schijndel, Stoppelhaene in Raalte, Meerpaaldagen in Dronten. Net voor de zomer kwam het nummer 'Kampioenen van de nacht' uit, een eerbetoon aan alle mensen die 's nachts de wereld draaiende houden, van kroegtijger tot brandweerman. Oorspronkelijk was het lied uitgebracht in het Limburgs door Spik en Span. In september kwam een derde single uit, getiteld 'Alé Hoempada', waarop supporters van de diverse sporten worden uitgedaagd luidkeels mee te zingen, te klappen en te stampen.
Anno 2020 is het traditie geworden dat Ruysdael op het Faberplein optreedt tijdens de vooravond van de Vierdaagsefeesten van Nijmegen. De "paradijsvogel onder de volkszangers" is er een graag geziene verschijning en zijn nummer Japapa is steevast in het plaatselijke Goffertstadion te horen wanneer NEC een doelpunt heeft gemaakt. In 2025 mocht hij op het hoofdpodium op de Waalkade spelen.
Het jaar 2023 begon met een bewerking van ABBA-nummers, met 'Tante Ria'. In de zomer volgde nog de single 'Dansen tot de zon weer opkomt'. Eind 2023 werd Ronnie gevraagd om het nummer Nijmegen in het Glazen Huis van 3FM te zingen.
In 2024 kwam een single uit met als titel 'Ga maar zwaaien', een bewerking van het nummer 'Laat maar waaien' van Pater Moeskroen. In de zomer van dat jaar werkte hij aan de podcast 'Welkom in Nijmegen'.

## Discografie

### Ruysdael als solo-artiest
Albums
| Oud en nieuw               | 01-01-2011 |  |
| Briljant                   | 01-11-2013 |  |
| De Koning van de Polonaise | 01-11-2015 |  |
| Ronnie Ruysdael            | 01-07-2016 |  |
| Dussssss......             | 01-07-2017 |  |
| Gaatje in je knetter       | 01-09-2018 |  |
| LP Koning van de Polonaise | 01-07-2023 |  |

Singels
| Single met eventuele hitnotering(en) in de Nederlandse Top 40 | Datum van verschijnen | Datum van binnenkomst | Hoogste positie | Aantal weken | Opmerkingen                                                                              |
| ------------------------------------------------------------- | --------------------- | --------------------- | --------------- | ------------ | ---------------------------------------------------------------------------------------- |
| Nooit meer                                                    | 2009                  | -                     |                 |              |                                                                                          |
| Anti-kater lied                                               | 2010                  | -                     |                 |              |                                                                                          |
| Lenie van het eetcafé                                         | 2010                  | -                     |                 |              |                                                                                          |
| Hé, lieve schat... (heb'ie een gaatje...)                     | 2011                  | -                     |                 |              |                                                                                          |
| Al jaren truckchauffeur                                       | 2011                  | -                     |                 |              |                                                                                          |
| Dikke doe da                                                  | 2011                  | -                     |                 |              |                                                                                          |
| Onze kracht                                                   | 2011                  | -                     |                 |              | Als onderdeel van Hollandse Kerst Sterren / Benefietsingle voor "Doe een wens stichting" |
| Komkommerbij                                                  | 2012                  | -                     |                 |              |                                                                                          |
| Eet veel bananen!                                             | 2013                  | -                     |                 |              | met Zanger Rinus & Debora                                                                |
| Ayayayay (laat je maar horen)                                 | 2013                  | -                     |                 |              |                                                                                          |
| Alewiejo                                                      | 2014                  | -                     |                 |              | duet met Mooi Wark                                                                       |
| Onze keet                                                     | 2014                  | -                     |                 |              |                                                                                          |
| De Koning van de Polonaise                                    | 2015                  | -                     |                 |              |                                                                                          |
| De bostella                                                   | 2015                  | -                     |                 |              |                                                                                          |
| Nijmegen                                                      | 2016                  | -                     |                 |              |                                                                                          |
| Fawaka                                                        | 2016                  | -                     |                 |              | duet met Def Rhymz                                                                       |
| Oktober                                                       | 2016                  | -                     |                 |              |                                                                                          |
| Hallo lieve schat                                             | 2016                  | -                     |                 |              | samen met de hele artiestenstal van Ronnie&Thijs                                         |
| Friet met mayonaise                                           | 2017                  | -                     |                 |              |                                                                                          |
| Zo is het leven                                               | 2017                  | -                     |                 |              |                                                                                          |
| Drink'r nog eentje mee                                        | 2017                  | -                     |                 |              |                                                                                          |
| Zwaai met je mobiel                                           | 2018                  | -                     |                 |              |                                                                                          |
| Remix Zwaai met je mobiel                                     | 2018                  | -                     |                 |              | Ronnie Ruysdael & DJ Galaga                                                              |
| Naar de donder                                                | 2019                  | -                     |                 |              |                                                                                          |
| Kampioenen van de nacht                                       | 2019                  | -                     |                 |              |                                                                                          |
| Alé Hoempada                                                  | 2019                  | -                     |                 |              |                                                                                          |
| Ouwe Koeien                                                   | 2020                  | -                     |                 |              |                                                                                          |
| Jouw armen om me heen                                         | 2020                  | -                     |                 |              |                                                                                          |
| Kusje door de lucht                                           | 2020                  | -                     |                 |              |                                                                                          |
| Ciao de Baco                                                  | 2021                  | -                     |                 |              |                                                                                          |
| Adé kleine Paloma                                             | 2012                  | -                     |                 |              |                                                                                          |
| Tante Ria                                                     | 2023                  | -                     |                 |              |                                                                                          |
| Dansen tot de zon weer opkomt                                 | 2023                  | -                     |                 |              |                                                                                          |
| Ga maar zwaaien                                               | 2024                  | -                     |                 |              |                                                                                          |
| Podcast 'Welkom in Nijmegen'                                  | 2024                  | -                     |                 |              | te beluisteren op Spotify                                                                |
| Het Hieperdepiep Hoera Verjaardagslied                        | 2025                  | -                     |                 |              |                                                                                          |

### Ruysdael met De Sjonnies
Albums
| Album met eventuele hitnotering(en) in de Nederlandse Album Top 100 | Datum van verschijnen | Datum van binnenkomst | Hoogste positie | Aantal weken | Opmerkingen |
| ------------------------------------------------------------------- | --------------------- | --------------------- | --------------- | ------------ | ----------- |
| Verse vis & lingerie                                                | 1995                  | 12-08-1995            | 17              | 12           |             |
| Anti-Roos                                                           | 2000                  |                       |                 |              |             |
| Broodje bal                                                         | 1997                  | 26-07-1997            | 52              | 12           |             |
| Krenten uit de pap                                                  | 2002                  | 16-11-2002            | 96              | 2            |             |
| Tieteloos                                                           | 2007                  |                       |                 |              |             |

Singles
| Single met eventuele hitnotering(en) in de Nederlandse Top 40 | Datum van verschijnen | Datum van binnenkomst | Hoogste positie | Aantal weken | Opmerkingen                                      |
| ------------------------------------------------------------- | --------------------- | --------------------- | --------------- | ------------ | ------------------------------------------------ |
| Dans je de Hele Nacht met Mij                                 | 1995                  | 01-07-1995            | 7               | 9            | Nr. 5 in de Single Top 100 / Alarmschijf         |
| Afscheid                                                      | 1995                  | -                     |                 |              |                                                  |
| De Bostella                                                   | 1995                  | -                     |                 |              |                                                  |
| Blauw van de Sangria                                          | 1996                  | 24-08-1996            | 38              | 2            | Nr. 35 in de Single Top 100                      |
| Twee Armen om me Heen                                         | 1997                  | -                     |                 |              | Nr. 88 in de Single Top 100                      |
| Porompompero                                                  | 1997                  | -                     |                 |              |                                                  |
| Brandend zand                                                 | 1997                  | -                     |                 |              | met Gert Timmerman / Nr. 97 in de Single Top 100 |
| Coupe Soleil (Oh wat zijn we blij)                            | 1998                  | 25-07-1998            | tip13           | -            | Nr. 76 in de Single Top 100                      |
| Kermis in de Stad                                             | 1999                  | -                     |                 |              | met Imca Marina                                  |
| Groen en Gesellug (Slalalalala)                               | 2000                  | -                     |                 |              |                                                  |
| Roos in je blonde haren                                       | 2000                  | -                     |                 |              |                                                  |
| Annemarie                                                     | 2000                  | -                     |                 |              |                                                  |
| Opa Koos                                                      | 2001                  | -                     |                 |              | Nr. 37 in de Single Top 100                      |
| Zwemmen zonder slip (hip hip)                                 | 2002                  | -                     |                 |              | Nr. 75 in de Single Top 100                      |
| Annemariemix                                                  | 2002                  | -                     |                 |              | Nr. 63 in de Single Top 100                      |
| Petite mademoiselle                                           | 2004                  | -                     |                 |              | Nr. 46 in de Single Top 100                      |
| Effe Lekker Raken                                             | 2005                  | -                     |                 |              |                                                  |
| De megahitmix                                                 | 2006                  | -                     |                 |              | met DJ Maurice / Nr. 53 in de Single Top 100     |
| Je bent m'n Moeder niet!                                      | 2006                  | -                     |                 |              | Nr. 95 in de Single Top 100                      |
| Japapa                                                        | 2007                  | -                     |                 |              | Nr. 49 in de Single Top 100                      |
| M'n fiets is gejat!                                           | 2007                  | -                     |                 |              |                                                  |